# Werkspoorbrug (Oostenburg)
De Werkspoorbrug (brug 2103) is een brug in Amsterdam-Centrum. Ze is plaatselijk ook bekend als Storkbrug. Beide benamingen verwijzen naar de fabrieken van Werkspoor en Stork die ooit in de buurt van de brug gevestigd waren. De brug verbindt in de 21e eeuw de Oostenburgervoorstraat met de Oostenburgermiddenstraat.

## Geschiedenis
Vermeld wordt dat hier al sinds 1660 een houten ophaalbrug lag, als toegang tot de magazijnen van de Oost-Indische Compagnie. Deze magazijnen werden, na in verval te zijn geraakt, in 1822 gesloopt. Paul van Vlissingen vestigde er vervolgens zijn 'Fabriek van stoom en andere werktuigen'. In 1897 kwamen er ook de Van Gendthallen.
Over de Oostenburgerdwarsvaart lag in de 19e eeuw een houten ophaalbrug die de verbinding vormde tussen de woonwijken ten zuiden van de vaart en de fabrieksterreinen ten noorden ervan. In 1896 was deze dermate versleten dat zij vernieuwd moest worden. Werkspoor wilde aanvankelijk elders een nieuwe brug neerleggen, maar met de gemeente werd overeengekomen om een nieuwe ijzeren ophaalbrug te plaatsen. De brug werd geleverd door de Dienst der Publieke Werken. Zij kreeg toen het brugnummer 273. Toen de brug in eigendom kwam van Werkspoor, die haar voorzag van een zogenaamd panamawiel, gold dit brugnummer niet meer. 
In de 20e eeuw was het gebied rond de brug aan allerlei wijzigingen onderhevig. Het fabrieksterrein werd almaar uitgebreid, waarvoor woningen gesloopt werden. Nadat de fabriek sloot werden ook de omliggende woningen gesloopt en vond uitgebreide sanering van het gebied plaats. De brug werd weer gemeentebezit en kreeg  een nieuw brugnummer. De ligging van de Oosterburgermiddenweg werd verplaatst, ze lag eerst parallel aan de Oostenburger Voorstraat, maar vanaf 2005 in het verlengde daarvan. Wat bleef was de brug bij de Van Gendthallen die de status hebben van rijksmonument. Anno 2017 bedient de brug vooral voetgangers en fietsers, de omliggende gebieden zijn autoluw.
In 2005 is de brug opgenomen in het register van Amsterdamse gemeentelijke monumenten.
2100 · 2102 · 2103 · 2105 · 2106 · 2107 · 2108 · 2109 · 2110 · 2111 · 2112 · 2113 · 2114 · 2115 · 2120 · 2121 · 2125 · 2127 · 2128 · 2129 · 2130 · 2131 · 2132 · 2133 · 2134 · 2135 · 2136 · 2137 · 2138 · 2139 · 2140 · 2141 · 2142 · 2143 · 2144 · 2145 · 2146 · 2147 · 2148 · 2149 · 2150 · 2151 · 2152 · 2153 · 2154 · 2155 · 2156 · 2157 · 2158 · 2159 · 2160 · 2161 · 2162 · 2163 · 2164 · 2165 · 2166 · 2167 · 2168 · 2169 · 2170 · 2171 · 2172 · 2173 · 2174 · 2175 · 2176 · 2178 · 2179 · 2180 · 2181 · 2182 · 2183 · 2184 · 2185 · 2186 · 2188 · 2189 · 2190 · 2191 · 2192 · 2193 · 2194 · 2195 · 2196 · 2197 · 2198 · 2199
Overige brugnummers zijn niet (meer) vergeven, behalve brug 2177, een verdwenen brug in Park Frankendael.